# 5723 Гудзон
5723 Гудзон (5723 Hudson) — астероїд головного поясу, відкритий 6 вересня 1986 року.
Тіссеранів параметр щодо Юпітера — 3,565.